# Круглые дома в Москве
Кру́глые дома́ в Москве́ — два жилых панельных девятиэтажных дома кольцевой формы, возведённые на западе Москвы в 1970-х годах по экспериментальному проекту советского архитектора Евгения Стамо и инженера Александра Маркелова. Здания диаметром в 155 метров были построены из типовых деталей панельной серии I-515/9M, соединённых под углом в пределах максимального допуска в 6°.

## Описание
Проект дома-кольца на Нежинской был разработан в мастерской № 3 института Моспроект-1 под руководством архитектора Евгения Стамо, который с 1961 года возглавлял реконструкцию и массовую застройку Гагаринского и Ленинского районов. С начала 1970-х коллективу поручили планировку и возведение целых кварталов в Матвеевском, Очакове и Аминьеве. Проектировщики искали способ с минимальными затратами создать архитектурную доминанту района — ею и стал экспериментальный круглый дом. Над его созданием работали архитекторы Н. Уллас, С. Карпова, Н. Пелевина, а также инженеры А. Маркелов, И. Косова, Н. Лавров.
Долгое время существовала городская легенда, что дома строились к московской Олимпиаде-80 и что планировался целый квартал подобных зданий в форме пяти олимпийских колец. По мнению Сергея Ткаченко, бывшего главы Института Генплана Москвы, эта версия тиражировалась в прессе без каких-либо оснований: во-первых, круглые дома занимали слишком много земли, во-вторых, они получились менее экономичными, чем обычные типовые постройки. Расходы росли в силу необходимости постоянного наблюдения за индивидуальным проектом, кроме того, таким домам требовались монолитные вставки, которые повышали стоимость строительства и увеличивали его срок. Реальная идея проекта заключалась в попытке воссоздать «старый советский живой двор», добавить привлекательности районам типовой застройки, предоставить жителям необходимые объекты инфраструктуры в шаговой доступности. Для этого первый этаж здания отвели под хозяйственные объекты, в нём открыли магазины, аптеки, библиотеку.
Кольцевидная форма здания была достигнута благодаря установке панелей под углом, не превышающим 6° — максимального отклонения, допустимого по строительным нормам; для усиления в некоторых местах сделали монолитные вставки. Внутренние помещения получили форму трапеции, у которой бо́льшим основанием является внешняя стена. Круглые дворы по размеру практически равны футбольному полю, к ним с улицы ведут шесть арок.
Дом на Нежинской улице вмещает 913 квартир в 26 подъездах. Здание на улице Довженко является практически полным его аналогом, отличается только число квартир — 936. Благодаря расположению рядом с киностудией «Мосфильм» оно часто появлялось в советских фильмах: «Выстрел в спину» Владимира Чеботарёва, «Трагедия в стиле рок» Саввы Кулиша, «Артистка из Грибова» Леонида Квинихидзе, «Курочка Ряба» Андрея Кончаловского, «Курьер» Карена Шахназарова. Во дворе дома снимали заключительные кадры фильма «Москва слезам не верит» — ночную панораму светящихся окон, а также сцены сериалов «Фитиль» и «Остановка по требованию». В разные годы в доме на Довженко проживали актёры Савелий Крамаров, Галина Беляева и кинорежиссёр Эмиль Лотяну. Дом на Нежинской улице появляется в фильме «Романс о влюблённых».
Спустя несколько лет эксплуатации стали очевидны недостатки подобной формы: в арках при сильном и умеренном ветре был сильный сквозняк, внутри двора была очень высокая слышимость, значительная часть квартир не получала необходимой по нормам инсоляции. В квартирах из-за трапециевидной формы комнат трудно делать ремонт, а у жильцов и гостей часто возникали проблемы с поиском нужного подъезда. В результате после окончания строительства дома на Довженко эксперимент был свёрнут и в серию здания не вошли. Несмотря на все слабые стороны проекта, спустя полвека исследователи архитектуры называют его опередившим своё время и проводят параллели с современной штаб-квартирой компании Apple в Калифорнии. Бывший главный архитектор Москвы Михаил Посохин оценил вклад Евгения Стамо в облик столицы на одном уровне с Василием Баженовым, Матвеем Казаковым и Алексеем Щусевым.
| - Дом на Нежинской улице, вид сверху, 2018 год - Дом на Нежинской улице в 2017 году - Дом на улице Довженко в 2018 году - Дом на улице Довженко, вид сверху, 2018 год |